# Toegangspoort Aemstel Schooltuinen
De Toegangspoort Aemstel Schooltuinen is een artistiek kunstwerk in Amsterdam-Zuid.
In het Ecolint Amsterdam, een groenstrook tussen de Watergraafsmeer en de Amstelveenseweg, werd in 2014 een nieuw schooltuinencomplex (Aemstel schooltuinen) geopend. Ze is gelegen aan de Amsteldijk direct ten noorden van de Kalfjeslaan. Aan kunstenaar Frank Tjepkema, kortweg Tjep, werd gevraagd een toegangshek te ontwerpen. Hij kwam met een hekwerk dat moet opgaan in de landelijke omgeving, maar tevens moet dienen als duidelijke scheiding tussen stad en land. Het hekwerk is per laser gesneden uit 1 centimeter dik staalplaat, vervolgens bewerkt met poedercoating en daarna uitgevoerd in diverse tinten lichtgroen. De figuratie van het hekwerk bevat allerlei zaken die te maken hebben met het complex zoals flora, fauna en tuingereedschap, maar ook bijvoorbeeld de sleutel om het hek te openen (een grote sleutel en een groot sleutelgat). De kunstenaar probeerde naar eigen zeggen een combinatie te maken van metaalbewerking en graffiti. 
Het hekwerk werd gefabriceerd in Hazerswoude-Rijndijk. In 2017/2018 werd aan het Rokin in Amsterdam Tjeps Bicycloud geplaatst, ook aangepast aan het gebruik.

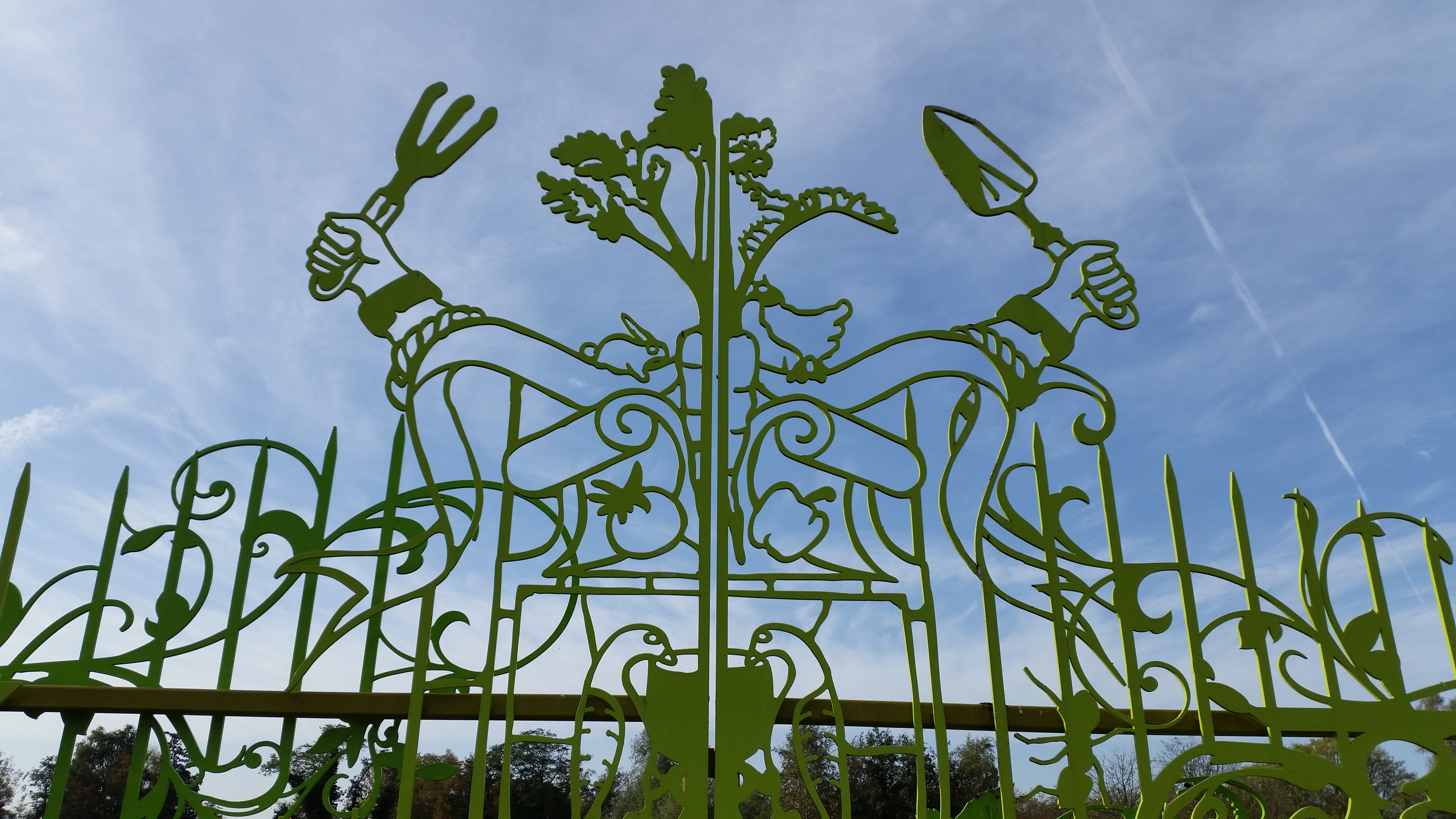
De poort (oktober 2019)